# Dysschema sylvia
Dysschema sylvia är en fjärilsart som beskrevs av Druce 1910. Dysschema sylvia ingår i släktet Dysschema och familjen björnspinnare. Inga underarter finns listade i Catalogue of Life.